# إدوارد إتش سميث
إدوارد إتش سميث (بالإنجليزية: Edward H. Smith)‏ هو ضابط أمريكي، ولد في 29 أكتوبر 1889 في فينيارد هافن في الولايات المتحدة، وتوفي في 29 أكتوبر 1961 في فالموث في الولايات المتحدة.